# Günter Bruno Fuchs
Günter Bruno Fuchs (Berlino, 3 luglio 1928 – Berlino, 19 aprile 1977) è stato un poeta e scrittore tedesco.

## Biografia
Nato a Berlino, dopo un breve periodo trascorso come aiutante per la Luftwaffe durante la seconda guerra mondiale fu catturato e detenuto in Belgio. Lavorò come muratore e operaio, prima di compiere gli studi universitari a Berlino. Nel 1952 iniziò l'attività di scrittore e grafico; con Roberto Wolfgang Schnell e Günter Anlauf fu fondatore della Galleria Zinke. Nel 1971 entrò nel P.E.N.-Zentrum Deutschland. Morì nel 1977, nella città dov'era nato.
Fuchs soleva scrivere storie inverosimili, con protagonisti dei personaggi emarginati, strambi e infantili, talvolta riconducibili a quelli delle favole. Alcuni aspetti della sua opera richiamano i temi trattati da Peter Rühmkorf e Günter Grass.

## Opere
- Der verratene Messias, Progress Verlag, 1953
- Die Wiederkehr des heiligen Franz, Quell Verlag, 1954
- Der Morgen, 1954
- Zigeunertrommel, Mitteldeutscher Verlag, 1956
- Die Jungen vom Teufelsmoor, 1956
- Nach der Haussuchung, Eremiten-Presse, 1957
- Polizeistunde Erzählung, Monaco, Hanser, 1959
- Brevier eines Degenschluckers, Monaco, Hanser, 1960
- Trinkermeditationen, Luchterhand, 1962
- Krümelnehmer oder 34 Kapitel aus dem Leben des Tierstimmen-Imitators Ewald K., Monaco, Hanser, 1963
- Die Meisengeige, Monaco, Hanser, 1964
- Pennergesang, Monaco, Hanser 1965,
- Herrn Eules Kreuzberger Kneipentraum, Monaco, Hanser, 1966
- Ein dicker Mann wandert, Middelhauve, 1967
- Blätter eines Hof-Poeten, Monaco, Hanser, 1967
- Zwischen Kopf und Kragen, Wagenbach, 1967
- Bericht eines Bremer Stadtmusikanten, Monaco, Hanser, 1968
- 21 Märchen zu je 3 Zeilen, Polyphem Handpressen Druck, 1968
- Fibelgeschichten und drei Holzschnitte, Friedenauer Presse, 1969
- Handbuch für Einwohner Prosagedichte, Monaco, Hanser, 1969
- Reiseplan für Westberliner anlässlich einer Reise nach Moskau und zurück, Friedenauer Presse, 1970
- Das Lesebuch des Günter Bruno Fuchs, Monaco, Hanser, 1970
- Der Bahnwärter Sandomir, Monaco, Hanser, 1971
- Neue Fibelgeschichten, Literarisches Colloquium, 1971
- Aus dem Leben eines Taugenichts, Monaco, Hanser, 1971
- Wanderbühne, Beltz & Gelberg, 1974
- Ratten werden verschenkt, Ullstein, 1974
- Die Ankunft des Großen Unordentlichen in einer ordentlichen Zeit, Wagenbach, 1977
- Gesammelte Fibelgeschichten und letzte Gedichte, Monaco, Hanser, 1978
- Erlernter Beruf eines Vogels, Lipsia, Reclam, 1981
- Abenteuerliche Geschichten ohne Abenteuer, Heyne, 1981
- Gemütlich summt das Vaterland, Monaco, Hanser, 1984
- Bis zur Türklinke reiche ich schon, Hauschild Verlag, 1985
- Werke in drei Bänden, München, Monaco, Hanser, 1990-1995